# Menophra periyangtsea
Menophra periyangtsea är en fjärilsart som beskrevs av Eugen Wehrli 1941. Menophra periyangtsea ingår i släktet Menophra och familjen mätare. Inga underarter finns listade i Catalogue of Life.